# Postni čas
Pôstni čàs (tudi véliki pôst) je v krščanstvu obdobje priprave na največji krščanski praznik - veliko noč.
V katoliškem koledarju postni čas traja od pepelnice do velike noči. Po pravoslavnem koledarju se postni čas začne že na ponedeljek.
Postni čas se imenuje po postu, ki je zunanje znamenje spokornosti - želje po spreobrnjenju in poboljšanju. Načine postenja določa postna postava.

## Postna postava

### V katolištvu
Rimskokatoliško postno postavo je opredelil papež Pavel VI. v apostolski konstituciji Paenitemini z dne 17. februarja 1966. Veljajo naslednja pravila:
Pepelnična sreda in veliki petek sta dneva strogega posta. Na ta dva dneva se verniki le enkrat na dan najedo do sitega (post) in se zdržijo vseh mesnih jedi (zdržek). Vsi verniki, ki so dopolnili starost 18 let in še niso stari 60 let, so se dolžni postiti, razen v izjemnih primerih, na primer bolezen. Vse ostale petke v postnem času velja samo zdržek od mesnih jedi. Cerkev vernikom priporoča, da postu dodajo še katero od spodaj naštetih stvari:
- molitev – na primer udeležba pri sveti maši; osebna ali družinska molitev; obisk cerkve ali kapele; branje Svetega pisma; molitev križevega pota in podobno.

- post – poleg zdržka mesa so še druge možnosti. Zdržek od sladkarij in poobedkov, zdržek od kave ali kajenja, zdržek od televizije, računalnika. Namesto tega več časa posvetimo stikom z bližnjimi, omejitev v hrani in pijači, z namenom, da prihranjeno namenimo revnim, in podobno.

- pomoč drugim – posebna skrb za koga v bližini, ki je ostarel, bolan, osamljen, reven in podobno.

Postni čas je čas pokore. V tem obdobju za verne velja spodbuda k poglobljeni molitvi in ljubezni do bližnjega; k zatajevanju samega sebe.

### V pravoslavju
Postna postava v pravoslavju je dosti strožja kot v katolištvu. 
Meso je prepovedano vse dni posta. Večji del postnega časa verniki uživajo samo rastlinsko hrano kuhano na vodi (»post na vodi«). Ob določenih dnevih je dovoljena tudi uporaba olja oziroma rastlinskih maščob (»post na olju«). Na Marijino oznanjenje in na cvetno nedeljo je dovoljeno jesti tudi ribe (»post na ribah«). Na veliki petek je popolni post - prepovedana je vsa hrana.
Duhovnik lahko oprosti posta tiste vernike, ki imajo za to resne zdravstvene razloge.